# Le Temple de la Gloire (Voltaire)

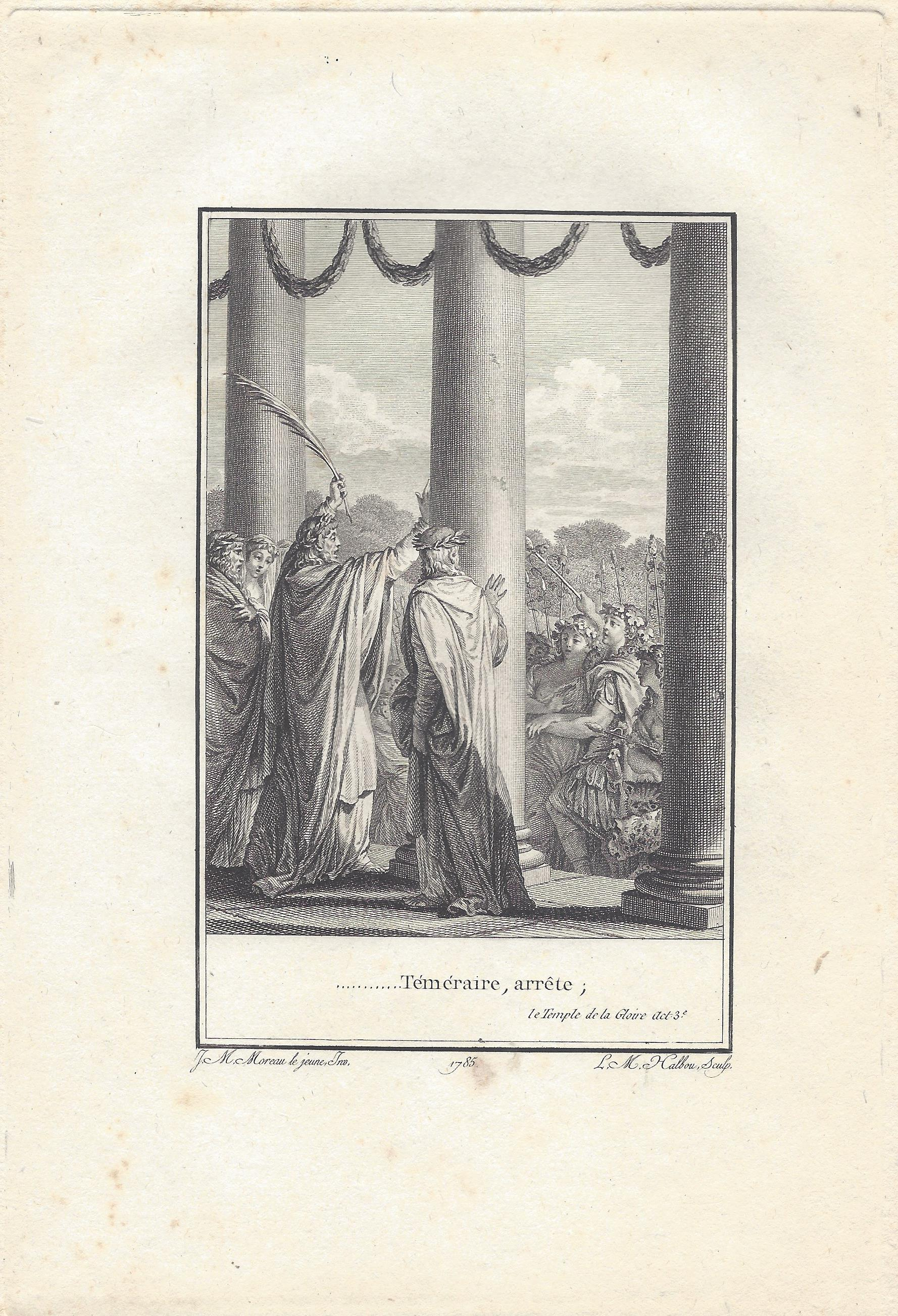
Jean-Michel Moreau: Illustration zu le Temple de la Gloire, 1785

Le Temple de la Gloire (Der Ruhmestempel) ist ein ab April 1744 entstandenes Libretto für ein Opéra-ballet in drei Akten von Voltaire. Das von Jean-Philippe Rameau vertonte Stück wurde anlässlich der Festlichkeiten zur Siegesfeier der Schlacht bei Fontenoy am 27. November 1745 in der Grande Écurie von Versailles in fünf Akten uraufgeführt. Da diese Version wenig Erfolg hatte, wurde am 19. April 1746 die überarbeitete Fassung mit einem Prolog und drei Akten vorgestellt.

## Handlung
Prolog
Die Handlung spielt in der Höhle der Envie (Missgunst) und dem benachbarten Ruhmestempel. Der erste Akt fungiert als Prolog. Die Missgunst will mit den Dämonen den Ruhmestempel zerstören, wird aber von Apollon, den Musen, Halbgöttern und Heroen daran gehindert. Die Heroen und Halbgötter ergreifen die Missgunst, sie wird am Fuße des Thrones des Tempels für immer angekettet. Der Chor der Musen besingt den Frieden.
Akt 1
Die Handlung spielt im Hain der Musen. König Bélus hat seine Liebe, die Prinzessin Lidie, verlassen im Streben nach Ruhm durch brutale militärische Eroberungen. Lidie sucht Trost bei den Musen, die Schäfer und Schäferinnen sind bemüht sie durch Tänze von ihrem Kummer abzulenken. Bélus und seine Krieger tauchen auf. Der König verlangt, dass ihm der Ruhmestempel geöffnet wird, muss aber feststellen, dass sich die Tore nicht öffnen: Die Götter verwehren ihm den Zutritt zu dem Tempel.
Akt 2
Die Handlung spielt außerhalb des Ruhmestempels. Bacchus‘ Anhänger feiern seine Eroberung Asiens. Bacchus erscheint und rühmt seine Erfindung des Weins gegenüber seinem Geliebten Érigone. Als der Gott vor den Tempel tritt, öffnet sich dieser zwar, der Hohepriester verweigert ihm aber den Zutritt: Bacchus solle sich damit zufriedengeben, auf seinen Festen zu regieren.
Akt 3
Die Handlung spielt in der halb in Trümmern liegenden armenischen Stadt Artaxarte, in deren Mitte ist ein öffentlicher Platz mit Triumphbögen. Der römische Kaiser Trajan ist auf seinem Partherfeldzug und hat Armenien annektiert, wo er fünf aufständische Könige bekämpft. Seine Gattin Plautine will, dass er zurückkehrt, doch Trajan glaubt, dass Mars ihn ruft. So bittet Plautine die Priester des Mars und die Priesterinnen der Venus um Beistand und ruft selbst die Götter an, ihr lebendes Bildnis zu beschützen. Trajan kehrt als Sieger zurück. Die Könige sind in Ketten, doch lässt Trajan sie wieder frei. Die Ruhmesgöttin steigt von Himmel herab mit einem Lorbeerkranz für Trajan. Die Szene verwandelt sich in den Tempel der Göttin. Der Kaiser bekennt, solcher Ehren nicht würdig zu sein, und bittet die Götter den Tempel in einen des Glückes für die Menschen zu verwandeln.

## Literarische Vorlage und biografische Bezüge
Voltaire stand 1745 und 1746 vorübergehend in der Gunst des Königs. Nach dem Erfolg von La Princesse de Navarre war er vom König am 1. April 1745 zum offiziellen Historiographe de France ernannt worden. Voltaire betrachtete dies Ehrenamt als „pompöse Bagatelle“. 1749 erlaubte der König Voltaire den Titel persönlich weiter zu führen, das verbundene Amt aber für 53.000 Livre zu verkaufen.  Sein ungewohnt enthusiastisches und patriotisches Poème de Fontenoy (1745) auf den Sieg bei Fontenoy erlebte zahlreiche Auflagen. Mit Le Temple de la Gloire kehrt Voltaire zur Grundhaltung einer distanzierten philosophischen Betrachtung der Ereignisse zurück.

## Aufführungen und zeitgenössische Rezeption
Die Erstaufführung des Opéra-ballets erfolgte am 27. November 1745 in Versailles in dem von den  Brüder Slodtz in den alten Marstall, der Grande Écurie, eingebauten Theater. Der Text von Voltaire scheint nach den Memoiren des Herzogs von Luynes sehr kritisiert worden zu sein. Der Erfolg des Stückes beruhte weitgehend auf der Musik Rameaus. Obwohl Voltaire am Abend an die königliche Tafel geladen wurde, wechselte der König kein Wort mit ihm. Nach Condorcet beging Voltaire einen Fauxpas, indem er den König persönlich mit den Worten: „Wie hat es Trajan gefallen“ anredete. Als Zeichen der Anerkennung der Aufführung wurden Voltaire und Rameau zu Gentilhommes ordinaires de la Chambre du Roi ernannt. Die offizielle Ernennung zum Gentilhomme ordinaire de la chambre du roi, verbunden mit einer jährlichen Pension von 60.000 Livres folgte am 1. Dezember 1745. Das Opéra-ballet wurde danach dreißigmal in Paris aufgeführt.

## Drucklegung
Der Text des Le Temple de la Gloire in fünf Akten erschien 1745 bei Jean-Baptiste-Christophe Ballard fils in der königlichen Druckerei im Louvre mit Buchschmuck von Pierre-Antoine Baudoin (1723–1769). Einem Teil der Auflage ist auf  Seite 3 vor dem ersten Akt  ein satirischer Kupferstich beigefügt, der Voltaires literarischen Feind Pierre-Charles Roy, gegeiselt von vier Centurionen, darstellt. Voltaire hat Ausgaben seiner Theaterstücke  wiederholt mit graphischen Ausfällen gegen seine Gegner getrüffelt. Ein Druck der dreiaktigen Neufassung mit einem Prolog folgte 1746 anlässlich der Wiederaufführung in dem Théâtre de l'Académie royale de musique am 19. April 1746.

## Erste Ausgaben
- Le Temple de la Gloire, feste donnée à Versailles, le 27. novembre 1745, Paris, Jean-Baptiste Christophe Ballard, 1745, 4°, VIII, 48 S. online
- Le Temple de la Gloire, feste donnée à Versailles, le 27. novembre 1745. Remise au Théâtre de l'Académie royale de musique le 19. avril 1746, (Paris), Jean-Baptiste Christophe Ballard, 1745, 4°, VIII, 39 S. online